# Bullou
Bullou is een plaats en voormalige gemeente in het Franse departement Eure-et-Loir in de regio Centre-Val de Loire en telt 205 inwoners (1999). De plaats maakt deel uit van het arrondissement Châteaudun.

## Geschiedenis
Op 1 januari 2018 is de gemeente samen met Mézières-au-Perche opgegaan in de aangrenzende gemeente Dangeau. Deze gemeente kreeg hierdoor de status van commune nouvelle maar de voormalige gemeenten kregen niet, zoals gebruikelijk, de status van commune déléguée.

## Geografie
De oppervlakte van Bullou bedraagt 9,3 km², de bevolkingsdichtheid is 22,0 inwoners per km².
De onderstaande kaart toont de ligging van Bullou met de belangrijkste infrastructuur en aangrenzende gemeenten.

## Demografie
Onderstaande figuur toont het verloop van het inwonertal (bron: INSEE-tellingen).